# Conte de Noël (Aymé)
Pour les articles homonymes, voir Conte de Noël (homonymie).
Conte de Noël est un conte fantastique de Marcel Aymé, paru dans Marianne en 1934.

## Historique
Conte de Noël paraît d'abord dans le journal politique Marianne du 19 décembre 1934 sous le titre : Le Noël de l'adjudant, puis est reprise en 1938 dans le recueil de nouvelles Derrière chez Martin, le troisième de l'auteur.

## Résumé
« Ainsi dans Conte de Noël, le lecteur devra-t-il comprendre que l'enfant Noël, facteur imaginaire, n'est que le support mathématique d'une opération permettant de faire passer une chemise bleue des mains de l'adjudant Constantin entre celles d'une petite pensionnaire de la maison de tolérance, ce qui est juste et humain. »
Prière d'insérer de Marcel Aymé.